# Wylezin (województwo mazowieckie)
Wylezin – wieś sołecka w Polsce położona w województwie mazowieckim, w powiecie piaseczyńskim, w gminie Tarczyn.
W latach 1975–1998 miejscowość należała administracyjnie do województwa warszawskiego.
Urodził się tu Jan Zygmunt Michałowski – austriacki i polski dyplomata.